# 1909 au Maroc
Chronologie du Maroc
- 1905
- 1906
- 1907
- 1908
- 1909
- 1910
- 1911
- 1912
- 1913

Cet article présente les faits marquants de l'année 1909 au Maroc ou relatifs au Maroc.

## Événements
- L'Espagne s'empare du Rif.

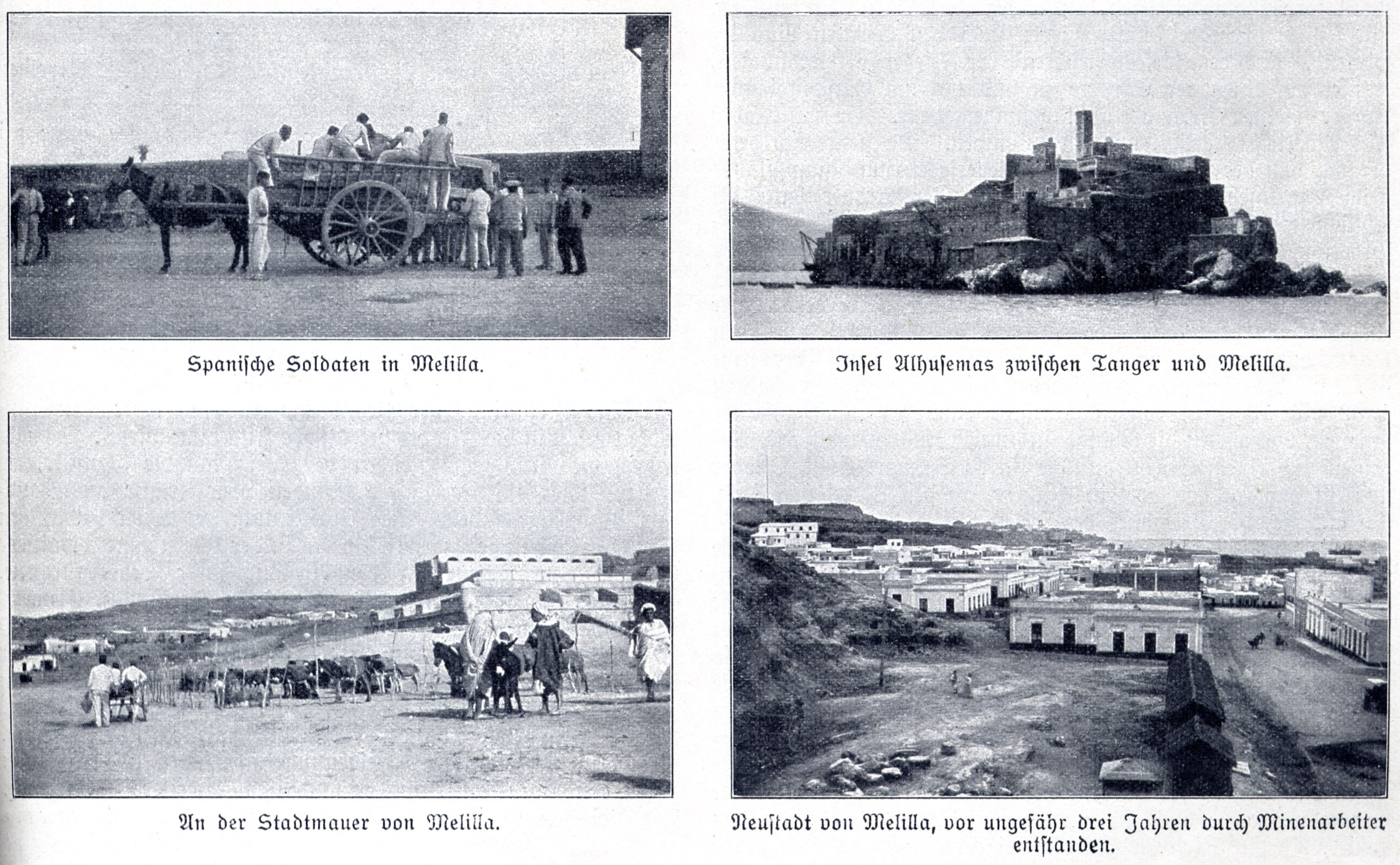
Melilla en 1909.

- La Guerre de Melilla (en espagnol : Guerra de Melilla) est une guerre qui eut lieu entre les troupes espagnoles du Maroc et la guérilla du Rif aux alentours de la ville de Melilla entre février et décembre 1909.